# Vanessa Maiß
Vanessa Maiß (* 16. April 1978) ist eine ehemalige deutsche Fußballspielerin.

## Karriere
Die 162 cm große Maiß spielte von 2000 bis 2003 für die Sportfreunde Siegen als Stürmerin. In ihrer Premierensaison in der höchsten Spielklasse im deutschen Frauenfußball bestritt sie 21 Punktspiele, in denen ihr ein Tor gelang. Ihr Debüt gab sie am 15. Oktober 2000 (1. Spieltag) bei der 1:4-Niederlage im Auswärtsspiel gegen den FC Bayern München, bevor sie zur zweiten Halbzeit für Birte Knop ausgewechselt wurde. Ihr Bundesligator erzielte sie am 6. Mai 2001 (18. Spieltag) beim 4:1-Sieg im Auswärtsspiel gegen den FCR Duisburg mit dem Treffer zum Endstand in der 77. Minute. Sportlich als Achtplatzierter die Spielklasse gehalten, mussten die Sportfreunde Siegen dennoch absteigen, da sie für die Folgesaison keine Lizenz erhalten hatten. Maiß bestritt von 2001 bis zum Abstieg am Saisonende 2002/03 Punktspiele in der Regionalliga West, bevor sie nach Pulheim gelangte und für den dort ansässigen Stadtteilverein FFC Brauweiler Pulheim spielte. In der Abstiegssaison 2003/04 bestritt sie lediglich sieben Bundesligaspiele.